# Рюдбохольм (замок)
Рюдбохольм (швед. Rydboholms slott) — замок в Рюдбо, Эстерокер, Швеция. Первоначально принадлежал семье Стуре, затем долгое время принадлежал династии Васа. Год постройки основного здания — 1548.

## История
На месте нынешней застройки Рюдбохольма в XV веке располагалась усадьба Гаммельгорден, построенная вероятно, отцом Свена Стуре-старшего — рыцарем Густавом Анундссоном (Стуре).
В замке Рюдбохольм в 1496 родился первый король независимой Швеции — Густав I Ваза.